# Mando Diao
Mando Diao – szwedzka grupa rockowa założona w Borlänge. Nazwa, według członków zespołu, nie ma określonego znaczenia – pojawiła się we śnie jednego z muzyków – Björna Dixgårda.

## Historia
Początki Mando Diao sięgają 1995 r., kiedy Björn Dixgård grał w zespole Butler. Wkrótce grupa rozpadła się. Cztery lata później Björn Dixgård i Gustaf Norén – pozostała część Butlera – postanowili na poważnie zająć się muzyką. Zamknęli się w domku wypoczynkowym i przez 6 miesięcy tworzyli piosenki. Pod zmienioną nazwą rozpoczęli występy w klubach, w rodzinnym Borlänge. Wkrótce zainteresowała się nimi wytwórnia EMI, co zaowocowało pierwszym kontraktem płytowym.
Mando Diao zapewniało support grupie The Bravery podczas ich trasy w 2005.
Utwór Mando Diao „Down in the Past” został wykorzystany jako ścieżka dźwiękowa gry komputerowej NHL 06 oraz w FIFA World Cup 2006, zaś piosenka „God Knows” – w grze komputerowej FIFA 06. Piosenka „Motown Blood” została wykorzystana w reklamie aparatu Sony Cybershot, natomiast „Mean Street” w grze Need For Speed Shift we wszystkich wersjach pomijając platformę J2ME.
16 października 2014 roku została zaprezentowana piosenka pt. Love Last Forever wykonywana przez zespół Mando Diao, która została oficjalnym utworem promującym Mistrzostwa Świata w Narciarstwie Klasycznym 2015 rozegrane w Falun w Szwecji.

## Skład

### Aktualni członkowie
- Gustaf Norén – wokal, gitara
- Björn Dixgård – wokal, gitara
- Carl-Johan Fogelklou – gitara basowa
- Samuel Giers – perkusja
- Mats Björke – keyboard (od 2004)

### Byli członkowie
- Daniel Haglund – keyboard (do 2004)

## Koncerty w Polsce
- 2 lipca 2010 roku zespół Mando Diao wystąpił na Open’er Festival w Gdyni[3]
- 3 sierpnia 2017 roku zespół wystąpił na przystanku Woodstock.
- 24 listopada 2023 roku zespół Mando Diao wystąpił w Klubie Proxima w Warszawie, w ramach trasy "The Boblikov's Magical World Tour", promującej najnowszy album "Boblikov's Magical World", który miał swoją premierę 28.04.2023 roku.
- 25 listopada 2023 roku zespół Mando Diao wystąpił w Klubie Kwadrat w Krakowie, w ramach trasy The Boblikov's Magical World Tour, promującej najnowszy album "Boblikov's Magical World", który miał swoją premierę 28.04.2023 roku.

## Dyskografia

### Albumy studyjne
- Bring 'Em In (2002)
- Hurricane Bar (2004)
- Ode To Ochrasy (2006)
- Never Seen the Light of Day (2007)
- Give Me Fire (2009)
- Infruset (2012)
- Ælita (2014)
- Good Times (2017)
- Bang (2019)

### EP
- Motown Blood EP (2002)
- Sheepdog EP (2003)
- Paralyzed EP (2004)
- Japan Tour EP (2004)
- Long Before Rock ’n’ Roll EP (2006)
- German Tour EP (2007)
- The Wildfire (If It Was True) EP (2007)
- Mean Street EP (2009)

### Single
- „Mr Moon” (2002)
- „The Band” (2002)
- „Sheepdog” (2003)
- „Clean Town” (2004)
- „God Knows” (2004)
- „Paralyzed (UK)” (2004)
- „Down In The Past” (2005)
- „You Can’t Steal My Love (UK)” (2005)
- „God Knows (UK)” (2005)
- „You Can’t Steal My Love” (2005)
- „Long Before Rock ’n’ Roll” (2006)
- „Good Morning, Herr Horst” (2006)
- „TV & Me” (2007)
- „The Wildfire (If It Was True)” (2007)
- „Ochrasy” (2007)
- „If I Don’t Live Today, I Might Be Here Tomorrow” (2007)
- „Never Seen The Light Of Day” (2007)
- „Train on Fire” (2008)
- „Dance with Somebody” (2009)
- „Gloria” (2009)
- „The Quarry” (2009)
- „Nothing Without You” (2009)
- „Down in the Past (MTV Unplugged)” (2010)
- „Christmas Could Have Been Gold” (2011)
- „Strövtåg i hembygden” (2012)
- „I ungdomen” (2012)
- „En sångarsaga” (2012)
- „Black Saturday” (2014)
- „Sweet Wet Dreams” (2014)
- „Love Last Forever” (2015)
- „Shake” (2017)
- „All the Things” (2017)
- „Good Times” (2017)
- „One Last Fire” (2019)
- „Long Long Way” (2019)

### DVD
- Mando Diao – Down In The Past (2006)
- Above and Beyond – MTV Unplugged (2010)

## Teledyski
- „Mr Moon” (2002) reż. Magnus Härdner
- „The Band” (2002) reż. Håkan Schüler
- „Sheepdog” (2003) reż. Pontus Andersson
- „Paralyzed” (2003) reż. Håkan Schüler
- „Clean Town” (2004) reż. Amir Chamdin
- „God Knows” (2004) reż. Johan Torell i John Nordqvist
- „Down In The Past” (2005) reż. Christoffer Diös
- „You Can’t Steal My Love” (2005) reż. Mauricio Molinari
- „Long Before Rock ’n’ Roll” (2006) reż. Daniel Eskils
- „Good Morning, Herr Horst” (2006) reż. Lovisa Inserra
- „Tv & Me” (2006) reż. Kalle Haglund[4]
- „The Wildfire (If it was true)” (2007) reż. Gilly Barnes
- „Ochrasy” (2007) reż. Lovisa Inserra
- „If I don’t live today, then I might be here tomorrow” (2007) reż. Andreas Nilsson
- „Train on Fire” (2008) reż. Björn Fävremark i John Boisen
- „Dance with somebody” (2008) reż. Matt Wignall i Vern Moen
- „Gloria” (2009) reż. Jörn Heitmann
- „Mean Street” (2009) reż. Matt Wignall
- „Nothing Without You” (2009) reż. Matt Wignall
- „Down in the Past (MTV Unplugged)” (2010) reż. Matt Wignall
- „Säv, säv, susa” (2013)
- „Black Saturday” (2014) reż. Tim Emrem
- „Sweet Wet Dreams” (2014) reż. Tim Emrem
- „Money Doesn’t Make You a Man” (2014) reż. Tim Emrem
- „Shake” (2017)
- „All the Things” (2017)
- „Good Times” (2017)